# Collect Itself
Collect Itself è il centotrentasettesimo album in studio del chitarrista statunitense Buckethead, pubblicato il 30 gennaio 2015 dalla Hatboxghost Music.

## Descrizione
Centoottesimo disco appartenente alla serie "Buckethead Pikes", Collect Itself è uscito in contemporanea al precedente Weird Glows Gleam (ultimi album pubblicati dal chitarrista nel mese di gennaio 2015) e contiene due brani della durata di oltre dieci minuti.

## Tracce
Musiche di Buckethead.
1. Collect Itself – 18:04
2. Garden Mold – 11:05

## Formazione
- Buckethead – chitarra, basso, programmazione